# Mount Forget
Mount Forget är ett berg i Kanada.   Det ligger på gränsen mellan Alberta och British Columbia, i den västra delen av landet, 3 200 km väster om huvudstaden Ottawa. Toppen på Mount Forget är 2 122 meter över havet.
Terrängen runt Mount Forget är huvudsakligen kuperad. Trakten runt Mount Forget är nära nog obefolkad, med mindre än två invånare per kvadratkilometer.. Det finns inga samhällen i närheten. 
Trakten runt Mount Forget består i huvudsak av gräsmarker.